# خوسيه بورتو
خوسيه بورتو (بالبرتغالية: José Porto‏) هو مجدف برتغالي، ولد في 5 يناير 1933 في كامينيا في البرتغال.

## وصلات خارجية
- خوسيه بورتو على موقع الاتحاد الدولي للتجديف (الإنجليزية)
- خوسيه بورتو على موقع اللجنة الأولمبية الدولية (الإنجليزية)
- خوسيه بورتو على موقع أوليمبيديا (الإنجليزية)